# Debrecen–Tiszalök-vasútvonal
A Hajdúságban fekvő Debrecen–Tiszalök vasútvonal a MÁV 109-es számú, egyvágányú, nem villamosított 64 km hosszú mellékvonala. Egyvágányú vasútvonal lévén a vonatok csak Hajdúdorog, Hajdúnánás és Hajdúböszörmény állomásokon keresztezhetnek egymással.[forrás?]

## Történet
A hajdúsági vidék mezőgazdasági termékeinek szállítására épített vasútvonal a MÁV debreceni állomásától indult. A mai vasútvonal elődjét a Debrecen-Hajdúnánási HÉV társaság két részletben helyezte forgalomba. A Debrecen és Hajdúnánás közötti vonalszakaszt 1884. október 5-én, a Hajdúnánás és Bűdszentmihály (ma Tiszavasvári része) közötti szakaszát 1886. december 12-én nyitották meg. A kevés földmunkával járó 56,1 km hosszú, síkvidéki jellegű vonal 20,0 kg/fm tömegű, „n” jelű sínekből épült. A vasútvonal folytatását, a Tiszalök állomásig tartó 7,9 km hosszú szakaszt később egy másik társaság építette meg. A Tiszapolgár-Nyíregyháza HÉV társaság saját vonalának egy szárnyvonalaként megépülő Bűdszentmihály és Tiszalök vonalat 1897. július 16-án adták át a forgalomnak.

## Felépítmény
A vonalon a jelenlegi felépítmény hagyományos, hevederes illesztésű, 48 kg/fm sínrendszerű, az alátámasztás a Zelemér–Hajdúböszörmény, a Hajdúnánás–Hajdúnánás-Vásártér, Tedej–Tiszavasvári, valamint az Egyházerdő–Tiszalök szakaszokon talpfás, szórványosan vasbetonaljakkal megerősítve, a többi szakaszokon vasbetonaljas, az ágyazat zúzottkő.

## Forgalom
A vonalon ütemes menetrend szerint kétóránként közlekedik személyvonat Debrecen és Tiszalök között, kivéve az utolsó vonatot. Menetrend szerint gyorsvonati közlekedés nincs.

## Járművek
A vonalon közlekedő személyvonatokat Bzmot sorozatú motorvonatok továbbítják többnyire remotorizált MÁV M41-es ingavonatokkal kiegészítve. Az ingavonatok jellemzően mozdony + 3 Bhv + BDt kocsi összeállításúak.
2011. június 17-ig MDmot motorvonatok is közlekedtek a vonalon.
2018. október 1-jétől 6342 sorozatú motorvonatok is közlekednek a vonalon. 2018. november 5-től a vonalon nem jártak a 6341-es Uzsgyi motorvonatok, továbbá a 6312-es sorozatú motorvonat sem, egészen mostanáig,[pontosabban?] ugyanis a MÁV jelenleg[pontosabban?] újra közlekedteti a 6312-es „Iker Bz” becenévre hallgató motorvonatot, melynek különlegessége, hogy egész Magyarországon ez az egy darab található meg belőle.
Jelenleg a vonalon Bzmot típusú motorvonatok, a MÁV 136 sorozatú "Iker-Bz", MÁV 416 sorozatú "Uzsgyi"-k és a remotoritált MÁV M41 sorozatú mozdonyok által továbbított ingavonatok közlekednek.

## A vonal állapota
Technikai megoldások terén a vonal igencsak el van maradva a kor irányvonalától. Jellemző rá a tipikus mellékvonali technológia: csapórudas sorompók, illetve (még ma is ténylegesen használt) mechanikus alakjelzők is megtalálhatók a vonalon. Az egyetlen, nagyobb sebességre (80 km/h[forrás?]) is alkalmas pályaszakasz Debrecen és Tócóvölgy állomás között található, azonban ennek hossza csupán 6 km, mely elenyésző, ráadásul Debrecenből kiindulva az első 1–2 km még csak kis sebességgel tehető meg a sok váltó és vágány miatt. A pálya talán legkritikusabb pontja Zelemér állomás és környéke, itt ugyanis a megengedett maximális sebesség csupán 40 km/h, méghozzá több kilométeren keresztül. Állomások tekintetében az utóbbi időkben 2 állomásépületet renováltak: Hajdúdorog és Hajdúböszörmény. A vonal sajátossága továbbá, hogy bizonyos szakaszokon a megállási pontok nagyon közel vannak egymáshoz.
A pályán a legszükségesebb karbantartásokon kívül egyéb, jelentős fejlesztéseket nem végzett a MÁV már évtizedek óta.

## Járatok
| 1  | Debrecen végállomás   | 1, 2 5, 5A, 10, 10A, 10Y, 30, 30A, 39, 42, 42A, 43, 46, 46E, 46X, 46Y, A1 Helyközi buszok S51 , S506 , IC, EC, személyvonat, sebesvonat, gyorsvonat |
| 2  | Tócóvölgy             | 43 személyvonat |
| 3  | Józsa                 | 36, 36Y |
| 4  | Hajdúszentgyörgy      | |
| 5  | Zelemér               | Helyközi buszok |
| 6  | Hajdúböszörmény       | Helyközi buszok |
| 7  | Hajdúvid              | |
| 8  | Hajdúdorog            | |
| 9  | Hajdúnánás végállomás | Helyközi buszok |
| 10 | Hajdúnánás-Vásártér   | |
| 11 | Tedej                 | |
| 12 | Tiszavasvári          | Helyközi buszok |
| 13 | Egyházerdő            | |
| 14 | Szorgalmatos          | Helyközi buszok |
| 15 | Tiszalök végállomás   | Helyközi buszok személyvonat |

## Balesetek
A debreceni vasúti baleset egy 1951. szeptember 27-én bekövetkezett vasúti szerencsétlenség volt Debrecen közigazgatási területén belül. 18:10 perckor a Tiszalökre közlekedő, 324-es sorozatú gőzmozdonnyal vontatott személyvonat az állomás kijárati váltóin ütközött a szomszédos vágányon, biztonsági határjelzőn kívül álló BCmot 376 pályaszámú motorkocsival. A balesetben 11 ember halt meg.